# Mitotan
Mitotan ist ein Arzneistoff, der als Zytostatikum selektiv die Zellteilung in der Nebennierenrinde hemmt. Er wird in der Humanmedizin unter Umständen als adjuvante Chemotherapie bei Nebennierenrindenkarzinomen eingesetzt. In der Veterinärmedizin wurde es auch zur Therapie des Cushing-Syndroms verwendet, mit der Einführung von Trilostan ist dieser Einsatz jedoch obsolet.

## Humanmedizin
In der Humanmedizin sind Tabletten mit dem Wirkstoff Mitotan zur symptomatischen Behandlung des fortgeschrittenen, nicht-operablen, metastasierenden oder rezidivierenden Nebennierenrindenkarzinoms zugelassen. Da es nur wenige Patienten mit einem Nebennierenrindenkarzinom gibt, gilt die Krankheit als selten, und das Medikament wurde am 12. Juni 2002 als Arzneimittel für seltene Leiden („Orphan-Arzneimittel“) ausgewiesen.
Die Therapie mit Mitotan wird in einem eskalierenden Schema zu begonnen. Dabei wird das Ausmaß bzw. die Intensität einer Therapie sukzessive gesteigert. Dies wird davon abhängig gemacht wie gut der jeweilige Patient das Medikament verträgt und in welchem Ausmaß es sich auf den Leistungszustand (nach ECOG/Karnofsky-Index) dieses Patienten auswirkt. Die Überwachung der Konzentration von Mitotan im Blut wird empfohlen. Als allgemeiner Zielwert gilt ≥ 14 mg/l.
Bei allen Patienten, die eine Mitotan-Therapie erhalten, wird ein Ersatz der Glukokortikoide empfohlen, wobei Patienten mit anhaltendem Cortisolüberschuss davon auszunehmen sind. Dabei ist in der Regel mindestens das Doppelte der Standard-Ersatzdosis erforderlich. Dies ergibt sich aus der erhöhten Steroid-Ausscheidung und dem Anstiegs des Cortisol-bindenden Globulins. Die von Mitotan verursachte Nebenwirkungen sind regelmäßig zu überwachen. Sie müssen angemessen behandelt werden, also weder überversorgt, noch unter- oder fehlversorgt. Zudem ist der Beginn einer unterstützenden Therapie ratsam, um Mitotan für den Patienten verträglicher zu machen. Im Idealfall erfolgt dies bevor es zu einer schweren Toxizität kommt. Mitotan führt zu bedeutenden Wechselwirkungen mit anderen Arzneimitteln. Dies wird von einer starken Induktion von CYP3A4 verursacht. Dies ist unbedingt zu beachten: Alle Begleitmedikamente sollten auf CYP3A4-Wechselwirkungen überprüft und bei Bedarf und Verfügbarkeit durch eine Alternative ersetzt werden. Anderen Leistungserbringern sollte geraten werden, ohne Rücksprache keine anderen medikamentösen Therapien einzuleiten.

## Veterinärmedizin
In der Veterinärmedizin wurde Mitotan zur Therapie einer Überfunktion der Nebenniere, des sogenannten Cushing-Syndroms, eingesetzt. Es konnte sowohl zur Behandlung des primären (adrenokortikalen) als auch des sekundären (hypophysären) Cushings eingesetzt werden. Der Wirkstoff wirkt selektiv zytotoxisch auf die Zona fasciculata und Zona reticularis der Nebennierenrinde und bewirkt eine Nekrose der glukokortikoidproduzierenden Zellen und damit eine verminderte Ausschüttung von Cortison. Die Therapie mit Mitotan kann dauerhaft erfolgen und damit eine Einschränkung der Funktionsfähigkeit der Nebenniere bewirken. Alternativ ist eine kurzzeitige hochdosierte Anwendung zur Zerstörung des Organs möglich, ein eventuell dadurch ausgelöster Morbus Addison ist medikamentös zu behandeln.
Infolge der potenziellen Toxizität auch für Menschen müssen im Umgang mit Mitotan Vorsichtsmaßnahmen getroffen werden, die eine ungewollte Aufnahme verhindern. Dazu gehört, neben dem Tragen von Gummihandschuhen bei der Applikation, die konsequente Beseitigung des vom Tier gebildeten Kotes; Schwangere sollten mit dem behandelten Tier nicht in Kontakt kommen.
Mitotan kann auch zur Behandlung einer Alopecia X angewendet werden.
In den letzten Jahren wurde Mitotan nahezu vollständig durch Trilostan verdrängt. Es gibt kein in Deutschland zugelassenes Präparat auf der Basis von Mitotan, so dass das zugelassene Präparat auf Trilostan-Basis (Handelsname Vetoryl) gemäß § 56a Abs. 2 des Arzneimittelgesetzes vorzuziehen ist. Zudem hat Trilostan eine wesentlich kürzere Wirkdauer und ist damit verträglicher. Die Anwendung von Mitotan bei Lebensmittel liefernden Tieren ist verboten, da der Wirkstoff nicht in der Verordnung (EU) Nr. 37/2010 aufgeführt ist. Auch in der Schweiz ist Mitotan kein Wirkstoff, der als Bestandteil eines zugelassenen verwendungsfertigen Tierarzneimittels verkehrsfähig ist.

## Synthese

Synthese von Mitotan

Mitotan kann ausgehend von (2-Chlorphenyl)magnesiumbromid synthetisiert werden. In einem ersten Schritt erfolgt die Umsetzung mit Dichloracetaldehyd, in einer weiteren Reaktion mit Chlorbenzol und Schwefelsäure wird Mitotan als Produkt erhalten.

## Sonstiges
o,p′-DDD ist im technischen DDT als Nebenprodukt mit einem Anteil von etwa 0,1 % enthalten, sein Isomer p,p′-DDD wurde in den USA in den 1950er-Jahren als Insektizid verwendet.

## Handelsnamen
- Lysodren